# Ирбицкий, Леонид Акимович
Леонид Акимович Ирбицкий (19 августа 1922 — 21 мая 1965) — передовик советского сельского хозяйства, тракторист молочного совхоза «Июсский» Министерства совхозов СССР, Орджоникидзевский район Хакасской автономной области, Герой Социалистического Труда (1958).

## Биография
Родился в 1922 году в деревне Вурманкасы Чебоксарского уезда Чувашской автономной области, ныне Мариинско-Посадского района республики Чувашия в семье чувашского крестьянина. В 1927 году вся семья переехала в Сибирский край, поселились в селе Петропавловка Ужурского района хакасского округа. Занимались сельским хозяйством. В 1934 году перебрались в Ширинский район - участок Тонаково Коммунарского подсобного хозяйства. С 1938 года в совхозе Июсский. Завершив обучение в пяти классах Июсской сельской школы, стал работать чернорабочим на ферме №4 совхоза "Июсский" Ширинского района Красноярского края. С ноября 1940 по апрель 1941 годы проходил обучение в школе механизаторов в Минусинске. В декабре 1941 года был призван на фронт.
Принимал участие в Великой Отечественной войне с 1942 года. Боевой путь проходил в составе 959-го стрелкового полка. Получил тяжёлое ранение. После излечения в марте 1944 года, был комиссован. Вернувшись в село Июс продолжил работать в совхозе трактористом-комбайнёром.
По итогам работы в 1948 году получил высокий урожай пшеницы - 30,05 центнеров с гектара на площади 180 гектаров. Перевыполнил на 36% среднюю выработку по тракторной бригаде.
За получение высоких урожаев пшеницы в 1948 году, Указом Президиума Верховного Совета СССР от 8 марта 1949 года Леониду Акимовичу Ирбицкому было присвоено звание Героя Социалистического Труда с вручением ордена Ленина и золотой медали «Серп и Молот».
В дальнейшем продолжал трудовую деятельность, показывал высокие результаты в труде.
Проживал в селе Июс Орджоникидзевского района Хакасии. Умер 21 мая 1965 года. Похоронен на кладбище в посёлке Шира.

## Награды
За трудовые успехи удостоен:
- золотая звезда «Серп и Молот» (08.03.1949),
- орден Ленина (08.03.1949),
- другие медали.